# Kaman HH-43 Huskie
Kaman HH-43 Huskie – amerykański śmigłowiec wielozadaniowy opracowany w latach 50. XX wieku przez przedsiębiorstwo Kaman. Głównym użytkownikiem śmigłowca było US Air Force, które wykorzystywało go do zadań ratunkowych i gaśniczych.

## Historia
Przedsiębiorstwo Kaman od 1945 roku prowadziło prace nad śmigłowcami w układzie Flettnera, tj. z dwoma zachodzącymi na siebie wirnikami nośnymi, obracającymi się w przeciwnych kierunkach. Wynikiem tych prac były śmigłowce eksperymentalne K-125 (oblot 1947), K-190 (oblot 1948) oraz K-225, który w 1950 roku został nabyty przez US Navy w dwóch egzemplarzach dla celów ewaluacyjnych.
W następstwie testów marynarka wojenna złożyła zamówienie na 29 śmigłowców treningowych, które otrzymały oznaczenie HTK-1 (po 1962 roku zmienione na TH-43E). Wkrótce Kaman otrzymał zamówienia na kolejne śmigłowce – od US Marine Corps oraz ponownie US Navy – odpowiednio w wersjach obserwacyjnej (HOK-1, po 1962: OH-43D) oraz wielozadaniowej (HUK-1, po 1962: UH-43C). W 1956 roku Kaman wygrał przetarg US Air Force na śmigłowiec ratunkowo-gaśniczy i w latach 1958–1959 dostarczył 18 maszyn, pochodnych HUK-1, oznaczonych H-43A Huskie (po 1962: HH-43A).
13 grudnia 1958 roku nastąpił oblot udoskonalonej wersji H-43B (później HH-43B), napędzanej silnikiem turbowałowym (wszystkie poprzednie wersje wyposażone były w silnik tłokowy) oraz posiadającej powiększoną kabinę, pozwalającą na przewóz ośmiu pasażerów. Począwszy od czerwca 1959 roku US Air Force otrzymało 162 śmigłowce tej wersji, a kolejnych 31 maszyn trafiło w ramach programu pomocy wojskowej do Birmy (12 sztuk), Kolumbii (6), Maroka (4), Pakistanu (6) i Tajlandii (3). Ostatnia wersja, HH-43F, produkowana do 1968 roku, wyposażona w udoskonalony silnik oraz zdolna do przewozu 11 pasażerów, trafiła do US Air Force w liczbie 40, a do Iranu w liczbie 17 egzemplarzy.
Śmigłowce HH-43 brały udział w wojnie wietnamskiej, wykonując w latach 1966–1970 888 misji ratunkowych.